# Adam Regiewicz
Adam Regiewicz (ur. 1972 w Zabrzu) – prof. zw. dr hab. nauk humanistycznych w zakresie literaturoznawstwa, filolog i filmoznawca, dyrektor Instytutu Literaturoznawstwa Wydziału Humanistycznego Uniwersytetu Jana Długosza w Częstochowie. Zajmuje się pracami z zakresu komparatystyki kulturowej. Zainicjował badania nad mediewalizmem w popkulturze, audioantropologią odgłosów w literaturze polskiej. Rozwinął zagadnienie kerygmatyczności literatury i badań nad audiowizualnością literatury.

## Życiorys
12 grudnia 2000 obronił pracę doktorską Wizerunek heretyka w średniowiecznym piśmiennictwie polskim, 8 czerwca 2010 habilitował się na podstawie oceny dorobku naukowego i pracy zatytułowanej Ślady obecności średniowiecznego wizerunku inkwizytora i Civitas Diaboli w polskiej literaturze fantasy po roku 1989. 9 maja 2018 nadano mu tytuł profesora w zakresie nauk humanistycznych. Został zatrudniony na stanowisku profesora nadzwyczajnego w Instytucie Filologii Polskiej na Wydziale Filologicznym i Historycznym Uniwersytetu Humanistyczno-Przyrodniczego im. Jana Długosza w Częstochowie.
Od 2019 objął funkcję profesora w Instytucie Literaturoznawstwa na Wydziale Humanistycznym Uniwersytetu Jana Długosza w Częstochowie.
Jest także autorem powieści kryminalnych: Kamienica przy Antycznej (2017), Ucieczki Jakuba Krafta oraz rozgrywającej się w Zabrzu trylogii Hubertus, Krojcok i Krampus (2021).

## Publikacje
1. Wizerunek heretyka w średniowiecznym piśmiennictwie polskim,  Katowice 2001.
2. Ślady obecności średniowiecznego wizerunku inkwizytora i civitas diaboli w polskiej literaturze fantasy po roku 1989, Zabrze-Racibórz 2009.
3. Kino a kultura w świetle antropologii współczesnej. Próba interpretacji kerygmatycznej, Lublin 2011, (ss.221).
4. Mediewalizm wobec zjawisk audiowizualnych i nowych mediów, Warszawa 2014, (ss. 279);
5. Poza horyzontem. Eseje o sztuce czytania (Ćwiczenia z poszukiwania sensu), Kraków 2015 (ss. 274).
6. Kerygmatyczne figury interpretacji, Kraków 2016 (ss.296).
7. Pomiędzy zbrodniami. Komparatystyka na tropie kryminału, Gdańsk 2017 (ss.540).
8. Szkice o pożytkach z retoryczności teorii literatury i o niepokojach z nią związanych, Kraków 2018, (ss. 364).
9. [współautorstwo z J. Warońską] Widowiskowość i audiowizualność w dobie ponowoczesności, Częstochowa 2012, (ss. 360).
10. [współautorstwo J. Warońska, A. Żywiołek] Muzyka w czasach ponowoczesnych, Częstochowa 2013, (ss. 422).
11. [współautorstwo z Grażyna Pietruszewska – Kobiela, Bogusława Bodzioch-Bryła], Literatura-nowe media. Homo irretitus w kulturze literackiej XX i XXI wieku, Częstochowa, II wydanie - Toruń, 2015, (ss. 532).
12. [współautorstwo G. Pietruszewska-Kobiela, G. Stachyra, A. Żywiołek] Polityczność mediów, Toruń 2015 (ss. 320).
13. [współautorstwo B. Bodzioch-Bryła, L. Dorak-Wojakowska, M. Kaczmarczyk],  Przepływy, protezy, przedłużenia... Przemiany kultury polskiej pod wpływem nowych mediów po 1989 roku, Kraków 2015, (ss. 459).
14. [współautorstwo P. Kasprzak, P. Kołodziej, Z.A.     Kłakówna, J. Waligóra], Edukacja w czasach cyfrowej zarazy, Toruń 2016 (ss.384).
15. [współautorstwo: G. Pietruszewska-Kobiela, Ł.     Sasuła] Religijność nowych mediów, Toruń 2017